# Dębniak (Lubochnia)
Pour les articles homonymes, voir Dębniak.
Dębniak est une localité polonaise de la gmina de Lubochnia, située dans le powiat de Tomaszów Mazowiecki en voïvodie de Łódź.